# 西迪蘇萊曼 (瓦爾格拉省)
33°17′19″N 6°5′41″E / 33.28861°N 6.09472°E
西迪蘇萊曼（阿拉伯语：‎），是阿爾及利亞的城鎮，位於該國東部瓦爾格拉省，由邁加林區負責管轄，面積635平方公里，海拔高度61米，2008年人口8,072，人口密度每平方公里13人。